# Louis Ferreira
Louis Ferreira, nato Luís Ferreira (Terceira, 20 febbraio 1967), è un attore portoghese naturalizzato canadese, conosciuto anche con il nome Justin Louis.

## Biografia
È noto soprattutto come protagonista della serie di fantascienza Stargate Universe e per la partecipazione alle serie Missing e Touch.
Nel cinema ha lavorato tra gli altri nei film L'alba dei morti viventi, Shooter e Saw IV. Dal 2012 al 2013 interpreta Declan nella quinta stagione di Breaking Bad. Dal 2013 al 2016 è co-protagonista, insieme all'attrice Kristin Lehman, della serie canadese Motive, nel ruolo del detective Oscar Vega.

## Filmografia

### Cinema
- Cocktail, regia di Roger Donaldson (1988)
- La famiglia Buonanotte (Brown Bread Sandwiches), regia di Carlo Liconti (1989)
- Colpo grosso (The Big Slice), regia di John Bradshaw (1991)
- Il pasto nudo (Naked Lunch), regia di David Cronenberg (1991)
- Everything Put Together (Tutto sommato) (Everything Put Together), regia di Marc Forster (2000)
- L'alba dei morti viventi (Dawn of the Dead), regia di Zack Snyder (2004)
- Chestnut - Un eroe a quattro zampe (Chestnut: Hero of Central Park), regia di Robert Vince (2004)
- L'ultima porta - The Lazarus Child (The Lazarus Child), regia di Graham Theakston (2005)
- Il segreto di Claire (The Marsh), regia di Jordan Barker (2006)
- Shooter, regia di Antoine Fuqua (2007)
- Saw IV, regia di Darren Lynn Bousman (2007)
- Duke, regia di Anthony Gaudioso (2011)
- Life on the Line, regia di David Hackl (2015)

### Televisione
- Urban Angel – serie TV, 15 episodi (1991-1992)
- Highlander – serie TV, episodio 4x04 (1995)
- Local Heroes – serie TV, 7 episodi (1996)
- Public Morals – serie TV, 12 episodi (1996)
- Jarod il camaleonte (The Pretender) – serie TV, episodio 2x02 (1997)
- Millennium – serie TV, episodio 2x14 (1998)
- Giudice Amy (Judging Amy) – serie TV, episodio 1x08 (1999)
- E.R. - Medici in prima linea (ER) – serie TV, episodio 6x11 (2000)
- The Fighting Fitzgeralds – serie TV, 10 episodi (2001)
- Relic Hunter – serie TV, episodio 3x16 (2002)
- Hidden Hills – serie TV, 17 episodi (2002-2003)
- Missing (1-800-Missing) – serie TV, 37 episodi (2003-2005)
- 24 – serie TV, episodi 2x17-2x19 (2003)
- CSI - Scena del crimine (CSI: Crime Scene Investigation) – serie TV, episodio 5x13 (2005)
- CSI: Miami – serie TV, episodio 4x20 (2006)
- Durham County – serie TV, 6 episodi (2007)
- The Andromeda Strain – miniserie TV, 4 episodi (2008)
- Che fatica fare la star! (True Confessions of a Hollywood Starlet), regia di Tim Matheson – film TV (2008)
- Criminal Minds – serie TV, episodio 4x18 (2009)
- Grey Gardens - Dive per sempre (Grey Gardens), regia di Michael Sucsy – film TV (2009)
- SGU Stargate Universe Kino – miniserie TV, episodio 1x01 (2009)
- Stargate Universe – serie TV, 40 episodi (2009-2011)
- NCIS - Unità anticrimine (NCIS) – serie TV, episodi 9x13-21x03 (2012-2024)
- Touch – serie TV, episodio 1x09 (2012)
- The L.A. Complex – serie TV, 4 episodi (2012)
- Breaking Bad – serie TV, 3 episodi (2012-2013)
- Primeval: New World – serie TV, 3 episodi (2013)
- Motive – serie TV, 52 episodi (2013-2016)
- This Life – serie TV, 10 episodi (2015-2016)
- Bates Motel – serie TV, episodi 4x01-4x02 (2016)
- Aftermath – serie TV, 10 episodi (2016)
- Travelers – serie TV, 4 episodi (2016-2018)
- S.W.A.T. – serie TV, 8 episodi (2017-2020)
- Arrow  – serie TV, episodio 6x10 (2018)
- X-Files (The X-Files) – serie TV, episodio 11x05 (2018)
- Bad Blood – serie TV, 7 episodi (2018)
- Limetown – serie TV, 5 episodi (2019)
- L'uomo nell'alto castello (The Man in the High Castle) – serie TV, 6 episodi (2019)
- SEAL Team – serie TV, 3 episodi (2019-2020)
- Westworld - Dove tutto è concesso (Westworld) – serie TV, episodio 3x06 (2020)
- Riverdale – serie TV, episodio 5x12 (2021)
- Shōgun - miniserie TV (2024)

## Doppiatori italiani
Nelle versioni in italiano delle opere in cui ha recitato, Louis Ferreira è stato doppiato da:
- Stefano Alessandroni in Motive, S.W.A.T., Riverdale, Shōgun
- Roberto Pedicini in NCIS - Unità anticrimine, Breaking Bad, L'uomo nell'alto castello
- Riccardo Rossi ne L'alba dei morti viventi, Saw IV
- Massimo De Ambrosis in L'ultima porta, Criminal Minds
- Luigi Ferraro in CSI - Scena del crimine[1], SEAL Team
- Simone Mori ne Il segreto di Claire, Stargate Universe
- Massimo Rossi in Shooter, Andromeda
- Pasquale Anselmo in Travelers, Bad Blood
- Manfredi Aliquò in La famiglia Buonanotte
- Claudio Moneta in Missing
- Enrico Di Troia in 24
- Vittorio Guerrieri in Chestnut - Un eroe a quattro zampe
- Roberto Certomà in CSI: Miami
- Fabrizio Vidale in Durham County
- Raffaele Palmieri in Bates Motel
- Davide Marzi in Arrow
- Stefano Thermes in X-Files
- Nicola Braile in Westworld - Dove tutto è concesso